# 21 cm Granatwerfer 69
21 cm Granatwerfer 69 (także GR 19 oraz B 19) – niemiecki moździerz używany przez oddziały Wehrmachtu podczas II wojny światowej.

## Opis
Prototyp broni został wyprodukowany w zakładkach Škoda. Ówczesna broń miała kaliber 220 milimetrów jednakże Oberkommando des Heeres uznało, że należy skonstruować moździerz kalibru 210 milimetrów w celu wykorzystania istniejącej amunicji. Moździerz był wyposażony w koła do transportu konnego lub motorowego oraz specjalnie skonstruowaną rampę która ułatwiała transport za pomocą kolei. Inżynierowie z zakładów Škoda dopracowali pewne udoskonalenie w kwestii powrotu działa do pozycji pionowej po oddaniu każdego całego strzału, które zwiększyło szybkostrzelność, celność oraz zasięg moździerza.
Moździerz używał lekkich pocisków o łącznej wadze 90 kilogramów. Do końca wojny w 1945 roku zbudowano ponad 200 egzemplarzy.